# Красный Бор (Хиславичский район)
Красный Бор — деревня в Хиславичском районе Смоленской области России. Входит в состав Иозефовского сельского поселения. Население — 11 жителей (2007 год). 
Расположена в юго-западной части области в 10 км к юго-западу от Хиславичей, в 46 км западнее автодороги А141 Орёл — Витебск, на берегу реки Пырянка. В 46 км восточнее деревни расположена железнодорожная станция Крапивенская на линии Смоленск — Рославль. 

## История
В годы Великой Отечественной войны деревня была оккупирована гитлеровскими войсками в июле 1941 года, освобождена в сентябре 1943 года.